# Спортно училище „Димитър Рохов“
Спортно училище „Димитър Рохов“ е средно училище по спорт в град Сливен, България. В училището се извършва прием и обучение на ученици по следните спортни специалности: борба, вдигане на тежести, джудо, лека атлетика, спортна акробатика, скокове на батут и футбол. Създадено е през 1984 г. През учебната 2023/2024 година в него се обучават над 300 ученици. Финансирането на институцията е общинско, а обучението на учениците е целодневно. Учениците, които не са от град Сливен, ползват безплатно общежитие за 100 ученици, намиращо се в сградата на училището. Директор на училището е Лъчезар Дойчев.